# Ophrys fuciflora parvimaculata
L'ofride dal piccolo disegno (Ophrys fuciflora subsp. parvimaculata O.Danesch & E.Danesch, 1970) è una pianta erbacea spontanea in Italia, appartenente alla famiglia delle Orchidacee.

## Etimologia
L'epiteto sottospecifico (parvimaculata) deriva dal latino e si riferisce alle piccole dimensioni del disegno del labello.

## Descrizione
È un'orchidea terrestre alta fino a 40 cm. La forma biologica è geofita bulbosa (G bulb), ossia è una pianta perenne che porta le gemme in posizione sotterranea. Durante la stagione avversa non presenta organi aerei e le gemme si trovano in organi sotterranei chiamati bulbi o tuberi, strutture di riserva che annualmente producono nuovi fusti, foglie e fiori.

### Radici
Le radici sono fascicolate e secondarie da bulbo e consistono in sottili fibre radicali posizionate nella parte superiore dei bulbi.

### Fusto
- Parte ipogea: la parte sotterranea del fusto è composta da due tuberi bulbosi a forma ovoidale, arrotondati e di colore biancastro; il primo svolge delle importanti funzioni di alimentazione, mentre il secondo raccoglie materiali nutritizi di riserva per lo sviluppo della pianta che si formerà nell'anno venturo.
- Parte epigea: la parte aerea del fusto è semplice, eretta e robusta. Il colore è verde.

### Foglie
Le foglie in parte sono basali (disposte a rosetta) con forme che vanno da ovato-oblunghe a ovato-lanceolate e in parte sono cauline; queste ultime sono allungate, più strette e amplessicauli. Sulla pagina fogliare sono presenti delle nervature parallele disposte longitudinalmente (foglie di tipo parallelinervie). Il colore delle foglie è verde chiaro.

### Infiorescenza
L'infiorescenza è “indefinita” (senza fiore apicale o politelica) del tipo spiciforme e pauciflora con pochi fiori disposti in modo lasso (da 2 a 7 fiori). Questi ultimi sono posti alle ascelle di brattee a forma lanceolata e di colore verde chiaro. I fiori inoltre sono resupinati, ruotati sottosopra; in questo caso il labello è volto in basso.

### Fiore
I fiori sono ermafroditi ed irregolarmente zigomorfi, pentaciclici (perigonio a 2 verticilli di tepali, 2 verticilli di stami (di cui uno solo fertile – essendo l'altro atrofizzato), 1 verticillo dello stilo).
- Formula fiorale: per queste piante viene indicata la seguente formula fiorale:

X, P 3+3, [A 1, G (3)], infero, capsula

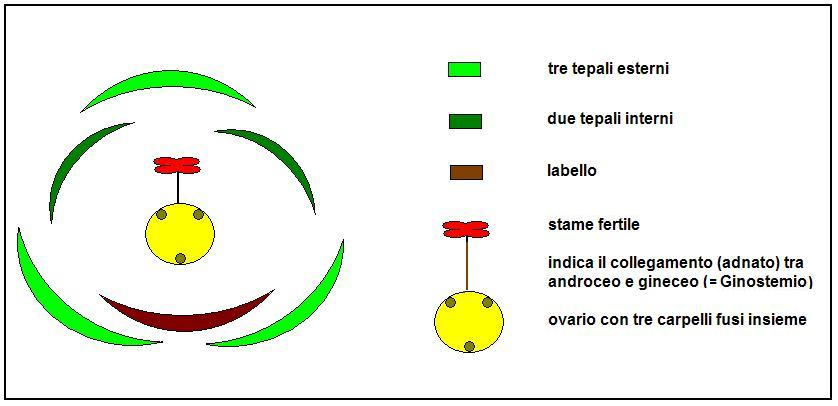
Diagramma fiorale

- Perigonio: il perigonio è composto da 2 verticilli con 3 tepali (o segmenti) ciascuno (3 interni e 3 esterni). I tre segmenti esterni sono patenti a forma ovato-lanceolata con apice ottuso. I due tepali interni (il terzo, quello centrale, chiamato labello, è molto diverso da tutti gli altri) sono più piccoli a forma triangolare-lanceolata e apice acuto; sono disposti in modo alterno a quelli esterni e i bordi sono pelosi. Colore dei tepali: da verdi a bianchi (in qualche varietà il colore è rosa) con una nervatura centrale longitudinale verde chiaro.
- Labello: il labello (la parte più vistosa del fiore) si presenta con un portamento pendente. La forma è intera e rotondeggiante. Il colore prevalente è bruno-rossastro scuro; al centro è presente una piccola macchia con una forma che richiama a volte la lettera alfabetica H di colore grigio-violaceo o bluastro, bordata da linee più chiare. Tutta la superficie è vellutata, mentre i bordi sono densamente pubescenti. La parte apicale termina con un “apicolo” giallastro, con più denti e revoluto in avanti. Nella parte basale ai due lati sono presenti due piccole gibbosità glabre. Questo labello è privo dello sperone.
- Ginostemio:  lo stame con le rispettive antere (in realtà si tratta di una sola antera fertile biloculare – a due logge) è concresciuto (o adnato) con lo stilo e lo stigma e forma una specie di organo colonnare chiamato "ginostemio"[5]. Quest'organo è posizionato all'interno-centro del fiore e in questa orchidea è piccolo a forma acuta. Alla sua base si trova la “cavità stigmatica” di colore scuro. Il polline ha una consistenza gelatinosa; e si trova nelle due logge dell'antera, queste sono fornite di una ghiandola vischiosa (chiamata retinacolo). I pollinii sono inseriti su due retinacoli distinti tramite delle caudicole, mentre i retinacoli sono protetti da due borsicole[6].
- Ovario: l'ovario, sessile in posizione infera  è formato da tre carpelli fusi insieme[2].
- Fioritura: la fioritura va da aprile a maggio.

### Frutti
Il frutto è una capsula.  Al suo interno sono contenuti numerosi minutissimi semi piatti. Questi semi sono privi di endosperma e gli embrioni contenuti in essi sono poco differenziati in quanto formati da poche cellule. Queste piante vivono in stretta simbiosi con micorrize endotrofiche, questo significa che i semi possono svilupparsi solamente dopo essere infettati dalle spore di funghi micorrizici (infestazione di ife fungine). Questo meccanismo è necessario in quanto i semi da soli hanno poche sostanze di riserva per una germinazione in proprio.

## Biologia
La riproduzione di questa pianta può avvenire in due modi: 
- per via sessuata grazie all'impollinazione entomogama: gli insetti impollinatori sono imenotteri apoidei della specie Eucera nigrescens[8]) che riconoscono (o credono di riconoscere) nella figura disegnata sul labello una propria femmina e quindi tentano una copulazione col solo risultato di trasferire il polline da un individuo floreale all'altro. Anche il profumo emesso dall'orchidea imita i ferormoni dell'insetto femmina per incitare ulteriormente l'insetto maschio all'accoppiamento. Questo fiore è privo di nettare per cui a impollinazione avvenuta l'insetto non ottiene nessuna ricompensa; questa specie può quindi essere classificata tra i “fiori ingannevoli”[9]. La successiva germinazione dei semi è condizionata dalla presenza di funghi specifici (i semi sono privi di albume – vedi sopra). La disseminazione è di tipo anemocora.
- per via vegetativa in quanto uno dei due bulbi possiede la funzione vegetativa per cui può emettere gemme avventizie capaci di generare nuovi individui (l'altro bulbo generalmente è di riserva).

## Distribuzione e habitat
- Geoelemento: il tipo corologico (area di origine) è Endemico.
- Distribuzione: è una pianta rara e in Italia si trova nelle seguenti regioni: Puglia, Basilicata, Abruzzo (meno frequentemente) e forse in Toscana e Sardegna.
- Habitat: l'habitat tipico di questa orchidea sono le macchie mediterranee e radure boschive di leccete.
- Distribuzione altitudinale: sui rilievi queste piante si possono trovare fino a 600 m s.l.m.; frequentano quindi il piano vegetazionale collinare.

## Tassonomia

### Ibridi
- Ophrys cosentiana nothosubsp. nociana H.Baumann & Künkele (1986) - Ibrido con Ophrys fuciflora apulica O.Danesch & E.Danesch, 1969.

### Sinonimi
Questa entità ha avuto nel tempo diverse nomenclature:
- Ophrys holoserica subsp. parvimaculata (O.Danesch & E.Danesch) O.Danesch & E.Danesch
- Ophrys parvimaculata (O.Danesch & E.Danesch) Paulus & Gack
- Ophrys peucetiae Lozito, D'Emerico, Medagli & Turco

### Specie simili
Di seguito sono elencate alcune entità molto simili a Ophrys fuciflora parvimaculata:
- Ophrys fuciflora subsp. fuciflora (F.W.Schmidt) Moench
- Ophrys fuciflora subsp. apulica O. Danesch & E. Danesch, 1969
- Ophrys fuciflora subsp. chestermanii (J.J.Wood) H.Blatt & W.Wirth, 1990
- Ophrys fuciflora subsp. gracilis Büel, O. Danesch & E. Danesch, 1973

(Per le differenze morfologiche tra le varie entità consultare le relative voci di questa enciclopedia.)

## Conservazione
Come tutte le orchidee è una specie protetta e quindi ne è vietata la raccolta e il commercio ai sensi della Convenzione sul commercio internazionale delle specie minacciate di estinzione (CITES).